# 伊戈爾·維克托羅維奇·馬卡羅夫
伊戈爾·維克托羅維奇·馬卡羅夫（俄语：Игорь Викторович Макаров，1962年4月5日—）是一名俄羅斯商人、寡頭，ITERA集團主席。
出生於土庫曼蘇維埃社會主義共和國阿什哈巴德，1983年畢業於土庫曼國立大學，其後曾加入陸軍。他也曾加入蘇聯國家單車隊。2019年，捲入奧地利政治醜聞伊維薩事件。